# Просторна дезорјентација
Просторна дезоријентација је немогућност особе да одреди свој прави положај тела у простору, кретање и надморску висину у односу на земљу или околину. Она се обично јавља током периода отежане видљивости (пошто је вид доминантно чуло за оријентацију). На овај проблем у току својих активности најчешће наилазе пилоти и подводни рониоци, који по природи ппрофесије своју активност обављају у условима наглих промена упростору.
Слушни систем, вестибуларни систем (унутар унутрашњег ува) и проприоцептивни систем (чулни рецептори који се налазе у кожи, мишићима, тетивама и зглобовима) заједно раде на координацији и усклађивању покрета са равнотежом. У случају да дође до несклада или недостатка у јаким визуелним знаковима могу се јавити илузије, што доводи до просторне дезоријентације и насреће нпр у ваздухопловству, роњењу или другим активностима.
У ваздухопловству, просторна дезоријентација може довести до неправилне перцепције о положаја авиона, односи правцу кретање авиона (било да се он окреће, уздиже или силази). За пилоте, правилно препознавање положаја авиона је најкритичније током ноћноглетења или током летења по лошем времену, када нема видљивог хоризонта. У таквим условима неправилна употреба или неповерење у инструменте доводе пилота у просторну дезоријентацију, која је довела до бројних ваздухопловних несрећа. Просторна дезоријентација може настати и у другим професијама када је видљивост смањена, нпр. под водом у ронилачким операцијама.

## Дефиниције

### Јеноставна дефиниција
Федерална управа за ваздухопловство 1983. године  у Саветодавном циркулару (Pilot's spatial disorientation (AC 60-4A)) наводи следећу дефиницију:
Просторна дезоријентација за пилота значи једноставно немогућност да се каже који је пут „нагоре“

### Сложенија дефиниција просторне дезорјентације
Просторна дезоријентација је термин који се користи за описивање разних инцидената који се дешавају у лету у којима пилот не успева да правилно осети положај, кретање или положај његовог ваздухоплова или себе у оквиру фиксног координатног система који обезбеђује површина Земље и гравитациона вертикала. Поред тога, грешке у перцепција од стране пилота његовог положаја, кретања или става у односу на његов ваздухоплов, или његов авион у односу на друге ваздухоплове (такође може бити обухваћен у оквиру шире дефиниције просторне дезоријентације у лету).

## Безбедност летења, историја и статистика
Просторну оријентацију у лету је тешко постићи јер бројни сензорни стимуланси (визуелни, вестибуларни и проприоцептивни) варирају по величини, правцу и фреквенцији. Све разлике или неслагања између визуелних, вестибуларних и проприоцептивних сензорних инпута доводе до сензорне неусклађености која може произвести илузије и довести до просторне дезоријентације. Сматра се да чуло вида највише доприноси оријентацији.
Док је тестирао индикатор раног скретања и клизања који је осмислио његов пријатељ Елмер Спери 1918. године, пилот Ваздушног корпуса америчке војске Вилијам Окер ушао је у спиралу смрти док је летео кроз облаке без визуелних референци; показивач правца је показивао да је у скретању, али су му чула говорила да је у равном лету. Израњајући из облака, Окер је успео да се опорави од понирања.  Окер је1926. године био подвргнут тесту равнотеже на Баранијевој столице од стране др Давида А. Мајерса што једовело до  дуплирање соматогиралне илузије коју је доживео и накнадни поновни тест, који је прошао користећи показивач правца, довели су га до развоја и освајања инструменталног летења. Спери је измислио жирокомпас и индикатор положаја, а оба су била тестирана до 1930. године.  Са поручником Карлом Крејном, Окер је 1932. године објавио инструкцијски текст Слепо летење у теорији и пракси.  Утицајни заговорници обуке за инструментално летење су били Алберт Хегенбергер и Џими Дулитл.
Федерална ваздухопловна агенција Сједињених Америчких  Држава 1965. године, издала је саветодавни циркулар United States issued Advisory Circular AC 60-4 упозоравајући пилоте на опасности од просторне дезоријентације, која може бити резултат погрешног рада према правилима визуелног лета у условима граничне видљивости.  Нова верзија савета издата је 1983. године као United States issued Advisory Circular AC 60-4А, дефинишући просторну дезоријентацију као „немогућност да се каже који је пут навише.

## Ваздухопловна физиологја
У авијацији један од битних чинилаца у настанку просторне деуорјентације је убрзање које се најчешће назива G оптерећење, а представља...количник убрзања које се односи на гравитацију.  Са гледишта авиофизиологије, битне су инерционе силе које делују на људски организам, а којима је он изложен у току убрзања. Код +Gz убрзања сила инерције делује паралелно уздужној оси тела на начин да је пилот пригњечен у седишту. Сви ваздушни маневри изводе се тако што оптерећења делују паралелно са уздужном осом тела (z) и називају се +Gz оптерећења. Ознака + говори да сила делује ка глави, а резултујућа сила делује од главе ка ногама, док се G, користи за поређење величине дејствујуће силе са гравитационом силом која износи 1G. Сила од +9Gz делује ка глави и девет пута је већа од гравитационе силе. Дејствујућа сила на пилота је инерцијална (центрифугална) сила, која делује од главе према ногама и настала је као резултат деловања силе која тежи да задржи авион на кружној путањи (центрипетална сила). Због великог практичног значаја у ваздушној борби, овај стрес је веома значајан за истраживање. Уочена је променљивост у толеранцији на овај стрес и код исте особе у зависности од психофизичког стања, окружења, дневних варијација васкуларног тонуса, уноса хране и других фактора.
Просторна дезоријентација и губитак свести при летењу који настају услед +Gz убрзања, представљају највећу опасност за безбедност летења и налази се на првом месту по броју удеса.

## Епидемиологија
Просторна дезоријентација   је међу најчешћим факторима који доприносе несрећама у ваздухопловству и бројним инцидентима, али је тешко утврдити његову праву распрострањеност. То је због многих несрећа у којима је просторна дезоријентација наводи као вероватан фактор фаталног исхода, који због непоузданости података ћесто није пријављен, и стога се њена улога не може утврдити са великом сигурношћу.
Статистике показују да се између 5% и 10% свих несрећа у ваздухопловству може приписати просторној дезоријентацији, од којих је 90% фатално. Губитак свести изазван просторним Д и Г-силом (г-ЛОЦ) су два најчешћа узрока смрти од људских фактора у војном ваздухопловству.
Студија о распрострањености инцидената просторне дезоријентације закључила је да „ако пилот лети довољно дуго... нема шансе да ће избећи да доживи барем једну епизоду просторне дезоријентације. Гледано на други начин, за пилоти се сматра да су особе које спадају у једну од две групе: који су били дезоријентисани и/или они који ће  то бити током свог радног века.

## Опште информације
Већина сазнања у погледу оријентације потиче из сензација добијених од стране очију, ушију, мишића и коже. Људски сензорни апарат, међутим, често није довољно савршен да уочи споре и постепене промене у кретању или нагле промене покрета, током којих чулни органи имају тенденцију да погрешно прецене степен промене. 
Просторна дезоријентација у авиону може настати због наглих промена положаја ваздухоплова током лета или убог визуелне погрешне интерпретације. Нагиби и окрети често стварају лажне сензације. Када се постепено окреће, пилот се може осећати као да је на правом курсу, али да се пење; када се скретање исправи, пилот има утисак је да се спушта . Ако се авион полако нагиње или се пење или спушта, пилот можда неће приметити промену и имаће осечај да је авион у нивоу. Ако авион проклизава док се окреће, осећај је да је нагнут у правцу супротном од клизања. Реакција која се зове „нагињање“ је узрокована равним летом након брзог превртања; инерција ваљка изазива нагињање тела у смеру супротном од смера окретања чак и након што је кретање у ваљку заустављено. 
Ако пилот убрзано гледа наниже док се окреће, настаје тзв Кориолисов ефекат у коме пилот има осеча да се авион  спушта. Уобичајена реакција пилота је да повуче палицу ка себи и да подигне авион. 
У окретању, илузија непокретања се ствара ако се окретање настави довољно дуго; а када пилот исправи окретање, он има осећај да се окреће у супротном смеру, а његова природна реакција је да се супротстави својим корективним мерама и врати се у првобитни образац окретања. Овај феномен је познат као „гробље.” „спирала гробља” који настаје када се осећај скретања изгуби у нагибу. Пошто инструменти пилота показују да губи висину, он може повући палицу и додати снагу, изазивајући тако спирално кретање. 
Окулогирална илузија се ствара убрзањем и окретањем: мета која се окреће ако пилот посматра у еу док се сам окреће изгледа да се креће брже него што се заправо креће; може изгледати да наставља да се окреће чак и након што је пилот зауставио своје кретање и мета се зауставила. 
Још једну илузију изазива убрзање напред: када пилот полети са копна, повећана брзина даје утисак да се авион налази превисоко; за компензацију пилот може спустити нос и усмери авион назад на земљу. 
Током наглог успоравања изгледа да нос авиона пада; ако пилот исправи овај осећај покушавајући да добије већу висину, авион стаје и почиње да се окреће. 
Гравитационе силе на пилота изазивају окулоагравичне илузије: у тим условима мета коју пилот посматра се подиже ако он дође у бестежинског стања или изгледа да пада када се гравитација повећа.

## Врсте просторне дезоријентације
За потребе класификације описана су три основна типа просторне дезоријентације: тип један (непрепознат), тип два (препознат) и тип три (онеспособљавајући).

### Тип један (непрепознат)
У овом облику дезоријентације, пилот није свестан да је дезоријентисан или да је изгубио свест о ситуацији. Пилот, несвестан проблема, наставља да нормално управља авионом  Ово је посебно опасно, јер пилот иако је дезорјентисан неће узети било какву одговарајућу корективну радњу, пошто није у стању да виде да постоји проблем. Потпуно несвестан он функционално исправну летелицу спушта ка земља, са често фаталним резултатом. Овај облик просторне дезоријентације  чини већину незгода и смртних случајева.

### Тип два (препознат)
Тип два просторне дезоријентације је чешћи од типа један. У овом облику дезоријентације, пилот постаје свестан да постоји проблем. Док пилот може и не мора бити свестан да постоји проблем просторне дезоријентације, у овом облику дезоријентације пилоти су свесни да нешто није сасвим тачно, да њихов сензорни систем даје информације које се не слажу са информацијама доступним из инструмената или да се ствари једноставно не поклапају.
Сукоб између њихових сопствених перцепција и онога што им дају инструменти или спољашњи визуелни свет упозорава их да су у проблему, што су они стварно и свесни и у позицији су да се тим проблемом баве. Ако се ово успешно реши, несрећа због просторне дезоријентације нема  тенденцију да настане. Пилот захваљујући овом типу дезорјентације можда добио вредну лекцију о просторној дезоријентациј и како се од тње опоравити.

### Тип три (онеспособљавајући)
У типу три  просторне дезоријентације, пилот доживљава најекстремнији облик стреса изазваног дезоријентацијом. Пилот је можда свестан дезоријентације, али је психички и физички толико преоптерећен ситуацијом у којој није у стању да се успешно опорави. Пилот се може заледити  на контролама или направити контролне улазе који имају тенденцију  погоршања ситуације, која не утиче на опоравак од ње. Пилот се може борити са авиона све до удара у земљу, и никада није постигао контролисан лет.
Такви облици дезоријентације су резултат оштећења у нормалном когнитивном процесу, вероватно због тешке природе ситуације, посебно ако су присутни су и други фактори као што су умор и велико оптерећење.

## Нормалан процес просторне оријентације
Од фундаменталне је важности да људи имају неку идеју о томе где се налазе време и простор, како би се олакшала нормална кретања и активности на површини Земља. Људи су опремљени софистицираним скупом система који обезбеђују информације о оријентацији ка мозгу, који затим стварају сложену слику о релативни положај у простору. Ово је углавном подсвесни процес, али важност овог процеса је одмах очигледна када систем закаже и нормалан осећај за оријентацију је изгубљен. Да би разумели такву дезоријентацију, и кључну улогу коју ово питање игра у безбедности летења, неопходно је прво схзватити како нормалан процес просторне оријентације функционише.
У нормалним условима, људи су у стању да тачно одреде који је пут горе и како се оријентишу коришћењем информација од три специјализована сензорна системи:
- визуелни систем;
- органи равнотеже који се налазе у унутрашњим ушима (такође познати као вестибуларни систем)
- проприоцептивни систем

Ова три система се ослањају на различите сензорне рецепторе за прикупљање информација и затим ђаљу те информације у мозак, који интегрише долазне информације у један модел оријентације и под нормалним условима, веома је прецизан.
Интегрисане информације се користе за одређивање наше позиције унутар фиксног координатни систем који обезбеђује површина Земље (као хоризонтална референца) и сила Земљине гравитације (која даје вертикалну референцу).
Ова три система немају једнак значај у смислу пружања оријентације информације. Визуелни систем је далеко најважнији од три система, пружа око 80% сирових информација о оријентацији. У условима где су визуелни знаци лоши или одсутни, на пример по лошем времену или ноћу, до 80% информације о нормалној оријентацији недостају. Преосталих 20%  подједнако се дели између вестибуларног и проприоцептивног система, од којих су оба склона илузијама и погрешном тумачењу. У лошим или одсутним ситуацијама визуелних знакова, људи су приморани да се ослањају на преосталих 20% информација о оријентацији, што је мање тачно. У таквим ситуацијама оба ова система сада учестују сваки за 50% информација о оријентацији. У ваздухопловном окружењу, у одређеној ситуацији она могу резултовати било којим бројем добро описаних просторних оријентација или илузија које је доживео пилот. Ово је још опасније када пилот нема појма да је дезоријентисан и верујући да су њихове чулне информације тачне, што је погрешно.Јасно је да пилота одсуство добрих визуелних знакова лишава огромне већине информација о оријентацији. Стога није чудо што је већина догађаји дезоријентације повезана са лошим визуелним знацима у току лета у лошим метеоролошким условима или ноћу.
Вестибуларни систем се састоји од две важне компоненте:
- полукружних канала
- отолитних органи.

У сваком уху постоје три полукружна канала који у функционалном смислу функционишу као три подударна пара, у сваком од три примарна осе кретања. Сви канали у сваком уху су под правим углом један према другом, и функционишу као угаони акцелерометри. Значајно је да имају праг стимулације од 20 /sec2, испод којих нису у стању да детектују угаоно кретање. Ово је од пресудног значаја у ваздухопловној поставци – ако се скретање (намерно или другачије) на стопу угаоног убрзања мања од овог прага, канали неће регистровати радњу. У недостатку визуелних назнака да се заокрет дешава, и то силином гравитација је и даље у правцу од главе до стопала и као таква даје непромењена проприоцептивне информације, пилот неће схватити да је заокрет у току и осећа да се креће равно.
У сваком уху се налазе два отолитна органа, један у вертикалној равни, а други у хоризонталној равни. Ови органи функционишу као линеарни акцелерометри. У нормалним условима вертикални отолит сигнализира ефекат Земљиног гравитационог поља.
Вестибуларни систем је изузетно важан за нормалну просторну оријентацију човека. Он обавља сложену серију интеграционих функција угаоног и линеарне убрзања, и преко својих безброј неуронских веза са очима и моторним координационим центрима у мозгу, помаже у регулисању постуралног тонуса, одржавању равнотеже и даје постићу координисану, јасну визију током кретања.
Ова последња функција одржавања доброг квалитета визуелних информација током кретања,(посебно главе), је функција вестибуло-окуларног рефлекса. Овај рефлекс значи да ако је, на пример, глава окренута улево док се фокусира на дати објекат, очи ће се аутоматски померати као координирани пар у супротном правцу, да би се одржао чврсто фокусиран поглед на објекат. Овај аутоматски одговор је кључан за јасан, фокусиран и стабилизован вид.